# Зірка привабливого щастя
«Зірка привабливого щастя» (рос. «Звезда пленительного счастья») — радянський художній фільм  Володимира Мотиля про долю декабристів і їх дружин, знятий у 1975 році (до 150-річчя повстання декабристів).
В основу сюжетної лінії покладені долі декабристів: князя  Сергія Трубецького, його дружини Катерини Трубецької (до шлюбу Катрін Лаваль), князя  Сергія Волконського і його дружини Марії Волконської (до шлюбу Раєвської), а також поручика Івана Анненкова і його дружини Парасковії Анненкової (до шлюбу Поліни Гьобль).
У більшій своїй частині фільм присвячений подвигу дружин декабристів, що послідували на заслання за своїми чоловіками. Назвою фільму послужив рядок з вірша  Олександра Пушкіна «До Чаадаєва».

## Сюжет
Фільм відкривається присвятою жінкам Росії. Сюжет багато в чому слідує за книгами  Марії Марич «Північне сяйво» та  Арнольда Гессена «У глибині сибірських руд», іноді перегукуючись з поемою  Миколи Некрасова «Російські жінки» і романом Александра Дюми «Учитель фехтування».
У центрі оповідання — доля декабриста Анненкова, роль якого виконав Ігор Костолевський (це його перша головна роль). Нарівні з Анненковим в центрі сюжету знаходяться Катерина Трубецька (Ірина Купченко) і Марія Волконська (Наталія Бондарчук), і їхня боротьба за право їхати до своїх чоловіків в Сибір.
Сцени повстання декабристів, слідства по їх справі, страти п'ятьох декабристів займають значну частину фільму. Про деякі історії з життя головних героїв і героїнь фільм розповідає через ліричні спогади.

## У ролях
- Ірина Купченко — княгиня Катерина Іванівна Трубецька
- Олексій Баталов — князь Сергій Петрович Трубецькой
- Наталія Бондарчук — княгиня Марія Волконська
- Олег Стриженов — князь Сергій Григорович Волконський
- Ева Шикульська — Поліна Гьобль-Анненкова, в шлюбі Парасковія Єгорівна
- Ігор Костолевський — Іван Олександрович Анненков, декабрист, кавалергард
- Лев Іванов — Микола Миколайович Раєвський, генерал від кавалерії
- Раїса Куркіна — Софія Олексіївна Раєвська, дружина Раєвського
- Тетяна Панкова — Анненкова-старша, мати Івана Анненкова
- Олександр Пороховщиков — Павло Іванович Пестель
- Віктор Костецький — Каховський Петро Григорович
- Юрій Родіонов — Сергій Іванович Муравйов-Апостол
- Олег Янковський — Кіндрат Федорович Рилєєв
- Тетяна Федорова — Наталія Рилєєва, дружина Кіндрата Рилєєва
- Василь Ліванов — імператор Микола I
- Інокентій Смоктуновський — Іван Богданович Цейдлер, Іркутський губернатор
- Владислав Стржельчик — граф Лаваль
- Дмитро Шилко — граф Милорадович, санкт-петербурзький генерал-губернатор
- Ігор Дмитрієв — граф Лебцельтерн, австрійський посланник в Петербурзі
- Борис Дубенський — імператор Олександр I
- Віктор Терехов — Василь Васильович Левашов, генерал-ад'ютант
- Вадим Макаровський — Воше
- Аркадій Трусов — Федір, камердинер Анненкова
- Михайло Кокшенов — Микитка, слуга Анненкової-старшої
- Олексій Кожевников — Пафнутій, слуга Цейдлера
- Станіслав Соколов — барон Карл Федорович Толь, генерал-лейтенант
- Дмитро Бессонов — Карл Васильович Нессельроде, граф, міністр закордонних справ
- Олег Даль — начальник варти в Петропавлівській фортеці (озвучує Сергій Юрський)
- Юрій Соловйов — Єгор, слуга в будинку Раєвських
- Іван Матвєєв — слуга в будинку Раєвських
- Борислав Брондуков — солдат зі звісткою про арешт
- Ігор Єфімов — кучер
- Наталія Головко — дружина декабриста
- Юрій Мальцев — офіцер
- Любов Тищенко — нянька в будинку Раєвських
- Леонід Неведомський — Прохор
- Борис Соколов — Олександр Раєвський, брат Марії Раєвської (Волконської)
- Олександр Суснін — вартовий
- Євген Соляков — Павло Васильович Голенищев-Кутузов, граф, генерал-ад'ютант
- Тетяна Окуневська — графиня Лаваль
- Іван Насонов — Дмитро Олександрович Щепин-Ростовський, князь, капітан лейб-гвардії Московського полку
- Володимир Солодников — комендант
- Тамара Тимофєєва — глуха нянька
- Геннадій Нілов — доставив депешу Трубецькій
- Юрій Шепелев — гість Раєвських
- Валентина Паніна — Олександра Федорівна, імператриця, дружина Миколи I
- Валерій Смоляков — Гродецький
- Людмила Ксенофонтова — мати декабриста
- Елеонора Александрова —  покоївка Трубецької
- Володимир Крижановський — Пушкін
- Михайло Боярський — Олександр Іванович Якубович, декабрист

## Знімальна група
- Автори сценарію:  Володимир Мотиль,  Олег Осетинський за участю  Марка Захарова
- Режисер-постановник:  Володимир Мотиль
- Головний оператор:  Дмитро Месхієв
- Головний художник:  Валерій Кострін
- Композитор:  Ісаак Шварц
- Звукооператор: Михайло Лазарєв
- Вірші романсів:  Булат Окуджава
- Художниця по костюмах:  Наталія Васильєва
- Дикторка перекладів:  Антоніна Шуранова
- Симфонічний оркестр ленінградської державної філармонії
  - Диригент:  Юрій Темирканов
- Директор картини: Микола Печатніков